# 灵山镇 (平昌县)
灵山镇，是中华人民共和国四川省巴中市平昌县下辖的一个乡镇级行政单位。2020年5月，撤销澌滩镇，将原澌滩镇凉亭村、天花村、朝阳村所属行政区域划归灵山镇管辖。

## 行政区划
灵山乡下辖以下地区：
草坝村、民意村、金星村、关路村、元柏村和巴灵寨村。